# John Wilson (wiskundige)

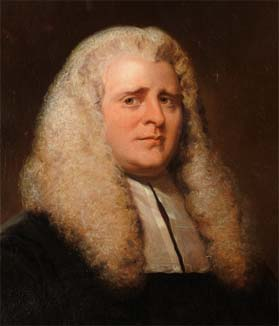
John Wilson

John Wilson (Applethwaite, 6 augustus 1741 - Kendal, 18 oktober 1793) was een Engels wiskundige en jurist. De stelling van Wilson is naar hem vernoemd.
Wilson ging naar school in Staveley (Cumbria) en ging in 1757 naar de Universiteit van Cambridge, waar hij een student van Edward Waring was. In 1761 werd hij Senior Wrangler van de Universiteit van Cambridge. Later werd hij geridderd en in 1782 werd hij Fellow van de Royal Society. Van 1786 tot zijn dood in 1793 was hij Judge of Common Pleas.